# Trận Trenton
Trận Trenton diễn ra vào ngày 26 tháng 12 năm 1776, trong cuộc Chiến tranh Cách mạng Mỹ, sau khi tướng tư lệnh George Washington băng qua sông Delaware về hướng Bắc vùng Trenton, New Jersey. Cuộc vượt sông đầy mạo hiểm trong thời tiết bất lời ấy đã khiến cho Washington dễ dàng xua đội chính binh của Quân đội Lục địa đánh lực lượng đồn binh Hessen tại Trenton. Sau một trận đánh ngắn ngủi, hầu như là toàn bộ đồn binh Hessen bị bắt sống, với thiệt hại không đáng kể cho người Mỹ. Với tính chất quyết định, chiến thắngquan trọng này đã khiến cho sĩ khí của Quân đội Lục địa tăng vọt sau một thời gian sa sút, và khích lệ họ tái chiêu mộ binh sĩ. Ngoài, thắng lợi tại Trenton cũng nâng cao thanh danh của Washington, thể hiện tài dụng binh của ông.
Trước đó Quân đội Lục địa đã bị quân Anh đánh tan ở New York và phải triệt thoái qua New Jersey để mà đến Pennsylvania. Sĩ khí của quân Mỹ bị sa sút; để kết thúc năm 1776 trong vinh quang, George Washington—Tổng tư lệnh của Quân đội Lục địa—đã lập kế hoạch vượt qua sông Delaware vào đêm Giáng sinh và bao bọc đồn binh Hessen.
Do con sông bị đóng băng và thời tiết khắc nghiệt, đợt băng qua sông này trở nên trắc trở. Hai đội tàu không thể vượt sông, buộc Washington và 2.400 binh sĩ của ông phải tự mình tập kích quân Hessen. Quân Mỹ nam tiến suốt 9 dặm (14 km) về Trenton. Khi ấy, quân Hessen bỏ lơ việc bố phòng, vì nghĩ rằng quân Mỹ chẳng thể nào tiếp giáp được họ, và không cử lính canh gác lúc rạng đông. Sau khi làm lễ Giáng sinh, họ ngủ thiếp đi. Quân đội của Washington đã đánh úp họ, và, trước khi quân đội Hessen có thể kháng cự, họ đã bị tóm gọn. Đây là một thắng lợi toàn diện của quân đội Mỹ. Hầu hết 2/3 lực lượng đồn binh bao gồm 1.500 người này trở thành tù binh của quân Mỹ, và chỉ còn có một số tàn binh bỏ chạy qua Assunpink Creek.
Bất chấp quân số tham chiến ít ỏi trong trận này, chiến thắng của người Mỹ đã khuyến khích sự phát triển của phong trào Cách mạng của 13 thuộc địa Anh. Với cơ may thắng lợi nhỏ nhoi trong tuần trước, lực lượng của họ đã dường như sắp sửa đổ vỡ. Thắng lợi vang dội này đã khiến cho các chiến sĩ phục vụ lâu hơn và thu hút tân binh cho lực lượng Cách mạng. Không những gỡ nhục, người Mỹ đã lấy được nhiều chiến lợi phẩm quý báu. Đại thắng này cũng khiến cho quân đánh thuê Hessen không còn là mối đe dọa cho người Mỹ nữa. Không lâu sau đó, Washington đánh thắng quân Anh trong trận Princeton, và chiến thắng này cùng với trận Trenton đã cổ động quân dân Mỹ tiếp tục chiến đấu. Cả hai chiến thắng này đều đập tan hy vọng của thực dân Anh và đưa lợi thế trong chiến cuộc xoay hẳn sang phía người Mỹ.

## Diễn biến
Vào đêm Noel lãnh giá năm 1776, George Washington đưa tàn quân của ông qua vùng Delaware. Đội quân lúc này của ông rất thảm hại, kiệt sức và thiếu lương thực vì bị hao tổn nhiều ở những trận trước. Tuy nhiên, Washington vẫn mở một đợt tấn công bất ngờ vào quân lính Hessian đang chiếm giữ Trenton, New Jersey.
Chỉ huy quân Hessian là Đại ta Johann Rall, đêm đó đang dự tiệc Giáng sinh. Ông không tin rằng đội quân khai phá thuộc địa hỗn đọn kia dám tấn công, ông đã nói trước ngày diễn ra cuộc chiến rằng: "Bọn nhà quê ngu ngóc đó sẽ không dám tấn công chúng ta". Gần nữa đêm, một nông dân địa phương - người ủng hộ quân Anh - đến mang theo một tin khẩn về cuộc tấn công. Người hầu nhận tin và đưa cho Rall nhưng ông không muốn làm gián đoạn ván bài của mình và nhét vào túi không đọc và quên đi mất.
Sáng ngày hôm sau, Washington và đội quân khốn khổ vì thiếu ngủ của mình vẫn quyết định tấn công. Thuốc súng bị ẩm đến mức không nổ được, vì vậy họ dùng lưỡi lê để đánh giáp lá cà. Quân Hessian đang say lảo đảo nhận được món quà Giáng sinh đầy bất ngờ - thực tế họ hoàn toàn bị áp đảo. 

## kết quả
Trong trận chiến Trenton, 900 quân Hessian bị bắt làm tù binh và Đại ta Rall bị thường nặng. Khi bác sĩ cắt quần áo để điều trị vết thương cho ông, họ thấy tờ tin nhắm rơi khỏi túi. Đó là tin báo về cuộc tấn công của Washington. Giá như Rall dành chút thời gian đọc nó thì ông đã sống để thấy quan Mỹ thất bại như thế nào và Washington sẽ là tù binh của ông.
Trước khi chết, Đại ta Rall có dịp nhìn lại mẫu tin nhắn lẽ ra đã làm đảo lộn tình thế. Ông nói trong đau khổ: "Giá như ta đọc nó thì đã không có kết cục bi thảm thế này".

## Ý nghĩa
Trận chiến thắng Trenton của Washington là một trận chiến thắng quyết định vô cùng quan trọng cho toàn cục, vì đây là trận thắng hiếm hoi khi toàn quân thuộc địa đã rệu rã trong hàng loạt trận thua trước đó, nó cổ vũ mạnh mẽ cho quân thuộc địa đi đến những trận chiến tiếp theo. Nó cho các vị chỉ huy quân Anh trên toàn thuộc địa Bắc Mỹ biết rằng  "bọn nhà quê ngu ngóc"  - cách Đại tá Roll gọi quân thuộc địa - không phải là một đội quan đơn giản. Không lâu sau đó, Washington đánh tan nát quân Anh trong trận Princeton, phát huy đại thắng Trenton mà cổ động quân và dân tiếp tục chiến đấu. Cả hai chiến thắng này đều gia tăng thanh thế của Washington và đập vỡ hy vọng của thực dân Anh, đưa lợi thế trong chiến cuộc xoay hẳn sang phía người Mỹ.